# Dorothea Douglass Chambers
Dorothea Katherine Lambert Chambers, z domu Douglass (ur. 3 września 1878 w Ealing, zm. 7 stycznia 1960 w Kensington) – tenisistka brytyjska, siedmiokrotna zwyciężczyni Wimbledonu w grze pojedynczej, mistrzyni olimpijska.
Była córką pastora. Tenisem zainteresowała się dość późno, dopiero po ukończeniu 20. roku życia, okazując duży talent do tej dyscypliny. W swoim debiucie wimbledońskim w 1902 osiągnęła półfinał, przegrywając z Muriel Robb. Rok później zdobyła pierwszy tytuł, w finale turnieju pretendentek (All Comers), pokonując Ethel Thomson (później po mężu Larcombe); broniąca tytułu Robb nie przystąpiła do właściwego finału (challenge round). W 1904 Douglass obroniła tytuł po zwycięstwie nad kilkakrotną mistrzynią Charlotte Sterry, natomiast w kolejnym finale musiała uznać wyższość Amerykanki May Sutton, która została pierwszą triumfatorką Wimbledonu spoza Wysp Brytyjskich. W latach 1905–1907 Douglass i Sutton spotkały się w meczach o tytuł trzykrotnie, Brytyjce udało się wygrać jedynie w 1906. Tytuł mistrzowski odzyskała w 1910, już pod wyjściu za mąż, pokonując Dorę Boothby. W 1911 w meczu o tytuł nie oddała Boothby nawet jednego gema.
Status najwybitniejszej brytyjskiej tenisistki w okresie przed I wojną światową potwierdziła kolejnymi dwoma tytułami w 1913 i 1914. Sięgając po swoje ostatnie singlowe mistrzostwo w 1914 pokonała w finale tę samą rywalkę, co przy pierwszym tytule – Ethel Larcombe. Po wojnie nadal obowiązywał regulamin gwarantujący triumfatorce poprzedniej edycji automatyczny udział w finale – w 1919 prawo to przysługiwało Dorothei Chambers. Brytyjka, świadoma pięcioletniej przerwy i własnego wieku, zamierzała początkowo zrezygnować z występu, szczególnie, że spodziewała się konfrontacji z nową gwiazdą, dynamiczną Francuzką Suzanne Lenglen. Ostatecznie jednak zdecydowała się wystąpić w challenge round, mimo iż turniej pretendentek wygrała rzeczywiście Lenglen, i to bez większych problemów. Finał Wimbledonu z 1919 przeszedł do historii jako jeden z najciekawszych meczów kobiecych. Spotkały się dwie zawodniczki, które różniło niemal wszystko – od wieku (Chambers dwukrotnie starsza), stroju, po styl gry. Wszechstronnej Francuzce Brytyjka postawiła opór konsekwentną grą z głębi kortu, imponując regularnością i zaskakując sporadycznie skrótami i lobami. Finał nie tylko stał na bardzo wysokim poziomie, ale miał również dramatyczny przebieg. Pierwszą partię rozstrzygnęła na swoją korzyść Lenglen 10:8, ale kiedy rywalka wyrównała stan meczu, wyglądała na mocno zmęczoną, podobno pokrzepiając się łykiem koniaku. Kolejne emocje tenisistki zafundowały widzom, wśród których znajdowała się m.in. para królewska z córką, w trzecim secie. Lenglen wyszła na prowadzenie 4:1, z kolei Chambers objęła prowadzenie 6:5 i 40:15 przy własnym serwisie. Piłek meczowych jednak nie wykorzystała, a jedną z nich Lenglen obroniła zagraniem ramą rakiety, które dodatkowo zawadziło o taśmę siatki. Ostatecznie po 44 gemach, co długo stanowiło rekord finału (w 1970 46 gemów rozegrały – chociaż w dwóch setach – Margaret Court i Billie Jean King), tytuł przypadł Suzanne Lenglen, ale obie rywalki były tak zmęczone, że nie miały siły udać się do loży królewskiej na uroczystość dekoracji.
Podobnych emocji nie przyniósł finał rok później, kiedy jeszcze raz Dorothea Chambers zmierzyła się z Lenglen. Tym razem Brytyjka zdołała wygrać tylko trzy gemy. Jej siedem tytułów w grze pojedynczej stanowiło rekord niewiele ponad dwadzieścia lat – w 1938 ósmy raz Wimbledon wygrała Amerykanka Helen Wills. Dziewięcioma tytułami może pochwalić się Martina Navrátilová, a podobnie jak Chambers siedmioma – Steffi Graf. Jedenaście występów finałowych stawia Chambers na trzecim miejscu, za Blanche Hillyard (13 finałów) i Navrátilovą (12). Brytyjka kontynuowała jeszcze starty na Wimbledonie do 1927. Nie udało się jej wygrać innej konkurencji w tym turnieju, ale była m.in. w finale pierwszej oficjalnej edycji debla w 1913 (z Charlotte Sterry). W 1919 wystąpiła we wszystkich finałach – w singlu przegrała z Lenglen, w deblu w parze z Larcombe uległa Lenglen i Elizabeth Ryan, w mikście w parze z Albertem Prebble poniosła dotkliwą porażkę (0:6, 0:6) z Ryan i Randolphem Lycettem.
W 1908 na igrzyskach olimpijskich w Londynie zdobyła złoty medal w grze pojedynczej, pokonując w finale Dorę Boothby. W 1924 została kapitanem brytyjskiej reprezentacji w Pucharze Wightman i poprowadziła zespół do pierwszego zwycięstwa w tych rozgrywkach. Rok później przyczyniła się osobiście do zdobycia Pucharu, pokonując w singlu Eleanor Goss, a w deblu, w parze z Ermyntrude Harvey, swoją dawną rywalkę z Wimbledonu May Sutton Bundy i Mollę Mallory. W 1926 swój mecz deblowy w Pucharze Wightman przegrała, a trofeum odzyskały Amerykanki.
W 1938 Dorothea Chambers oficjalnie zakończyła występy jako amatorka i została zawodową trenerką tenisa. Poza tenisem z pewnymi sukcesami uprawiała badminton (była mistrzynią Anglii w deblu i mikście) oraz hokej na trawie (reprezentowała hrabstwo Middlesex). Była zawodniczką praworęczną, grającą przede wszystkim z głębi kortu, słynącą z regularności. W 1981 jej nazwisko wpisano do Międzynarodowej Tenisowej Galerii Sławy.
Osiągnięcia w najważniejszych turniejach:
- Wimbledon
  - gra pojedyncza – wygrane 1903, 1904, 1906, 1910, 1911, 1913, 1914, finały 1905, 1907, 1919, 1920
  - gra podwójna – finały 1913 (z Charlotte Sterry), 1919, 1920 (oba z Ethel Larcombe)
  - gra mieszana – finał 1919 (z Albertem Prebble)
- igrzyska olimpijskie w Londynie 1908
  - gra pojedyncza, korty otwarte – 1. miejsce
- Puchar Wightman
  - wygrana 1925 (jako niegrająca kapitan także 1924)

Występy w challenge round na Wimbledonie:
- 1903 – 4:6, 6:4, 6:2 z Ethel Thomson (All Comers)
- 1904 – 6:0, 6:3 z Charlotte Sterry
- 1905 – 3:6, 4:6 z May Sutton
- 1906 – 6:3, 9:7 z May Sutton
- 1907 – 1:6, 4:6 z May Sutton
- 1910 – 6:2, 6:2 z Dorą Boothby
- 1911 – 6:0, 6:0 z Dorą Boothby
- 1913 – 6:0, 6:4 z Winifred Slocock McNair (All Comers)
- 1914 – 7:5, 6:4 z Ethel Larcombe (z domu Thomson)
- 1919 – 8:10, 6:4, 7:9 z Suzanne Lenglen
- 1920 – 3:6, 0:6 z Suzanne Lenglen